# Dolní Červená Voda
Dolní Červená Voda (něm. Nieder Rothwasser, Nieder-Rothwasser, Niederrothwasser, pol. Dolna Czerwona Woda) je malá vesnice (osada), která je místní částí (základní sídelní jednotkou) obce Stará Červená Voda s vlastním katastrem. Na Starou Červenou Vodu navazuje na jejím severním konci a vede jí silnice přes Stachlovice na Vidnavu.

## Historie
Dolní Červená Voda se samostatně uvádí poprvé roku 1722. Předtím tvořila část vsi Červená Voda, resp. Stará Červená Voda, a její název je odvozen od tzv. Dolního dvora. Zatímco většina Staré Červené Vody náležela k panství Jánský Vrch patřícímu vratislavskému biskupství, Dolní dvůr a okolní pozemky - nynější Dolní Červená Voda - tvořily samostatný statek patřící staročervenovodskému fojtovi.
Zřejmě právě fojtský statek tvořil červenovodské léno Kryštofa von Maltitz, připomínané roku 1527. V polovině 17. století jej držel Johann Mikusch (též Mükusch) von Buchberg (†1662), jehož rod pak statek držel po další století. V polovině 18. století zde Mikuschové postavili v areálu Dolního dvora drobný zámek. Poslední fojt z rodiny Mikuschů, niský krajský hejtman Ernst Urban Mikusch von Buchberg, prodal své statky v Černé Vodě a Dolní Červené Vodě roku 1797 hraběti Konradovi von Stenberg-Rudelsdorf. Od Sternbergů koupil statek roku 1867 Anton Cajetan Latzel, v jehož rodině zůstal ro roku 1945.
V Dolní Červené Vodě se již počátkem 19. století těžila keramická hlína. Zdejší kaolín byl používán v keramické továrně (šamotce) ve Vidnavě. O rozvoj těžby a zpracování kaolínu se zasloužil právě Anton Latzel. Pozůstatkem těžby je dnes zatopený lom "Kaolinka".
Dolní Červená Voda již od zavedení obecního zřízení roku 1850 spojena se Starou Červenou Vodou, nejprve jako osada, od 50. let 20. století jen jako místní část. Se Starou Červenou Vodou sdílela i další osudy.
Kolem roku 1750 byla na východ od Dolní Červené Vody, přímo u hranice s Pruskem, založena osada Johanka (něm. Johannaburg), pojmenovaná podle manželky tehdejšího majitele panství Franze Urbana Mikusche, Marie Johanny rozené Falkenhaynové z Glošku. Roku 1836 zde bylo 9 domů, roku 1930 jich bylo 10, po roce 1945 osada zanikla.
Ke statku a též katastru Dolní Červená Voda dříve patřily i osady Stachlovice a Nová Malá Kraš, které byly teprve roku 1924 připojeny k městu Vidnavě.

### Vývoj počtu obyvatel
Počet obyvatel Dolní Červené Vody a Johanky podle sčítání nebo jiných úředních záznamů:
Dolní Červená Voda
| Rok            | 1836 | 1900 | 1930 | 2001 |
| -------------- | ---- | ---- | ---- | ---- |
| Počet obyvatel | 185  | 116  | 101  | 22   |

1. ↑  z toho: 27 Čechoslováků, 73 Němců; všichni řím. kat.

Při sčítání lidu roku 2001 zde bylo napočteno 7 domů, z toho 5 trvale obydlených.
Johanka
| Rok            | 1836 | 1900 | 1930 | 2001 |
| -------------- | ---- | ---- | ---- | ---- |
| Počet obyvatel | 66   | 42   | 52   | 0    |

1. ↑  z toho: 49 Němců; všichni řím. kat.

## Zajímavosti
- Dub v kaolinovém lomu - památný strom

## Fotogalerie

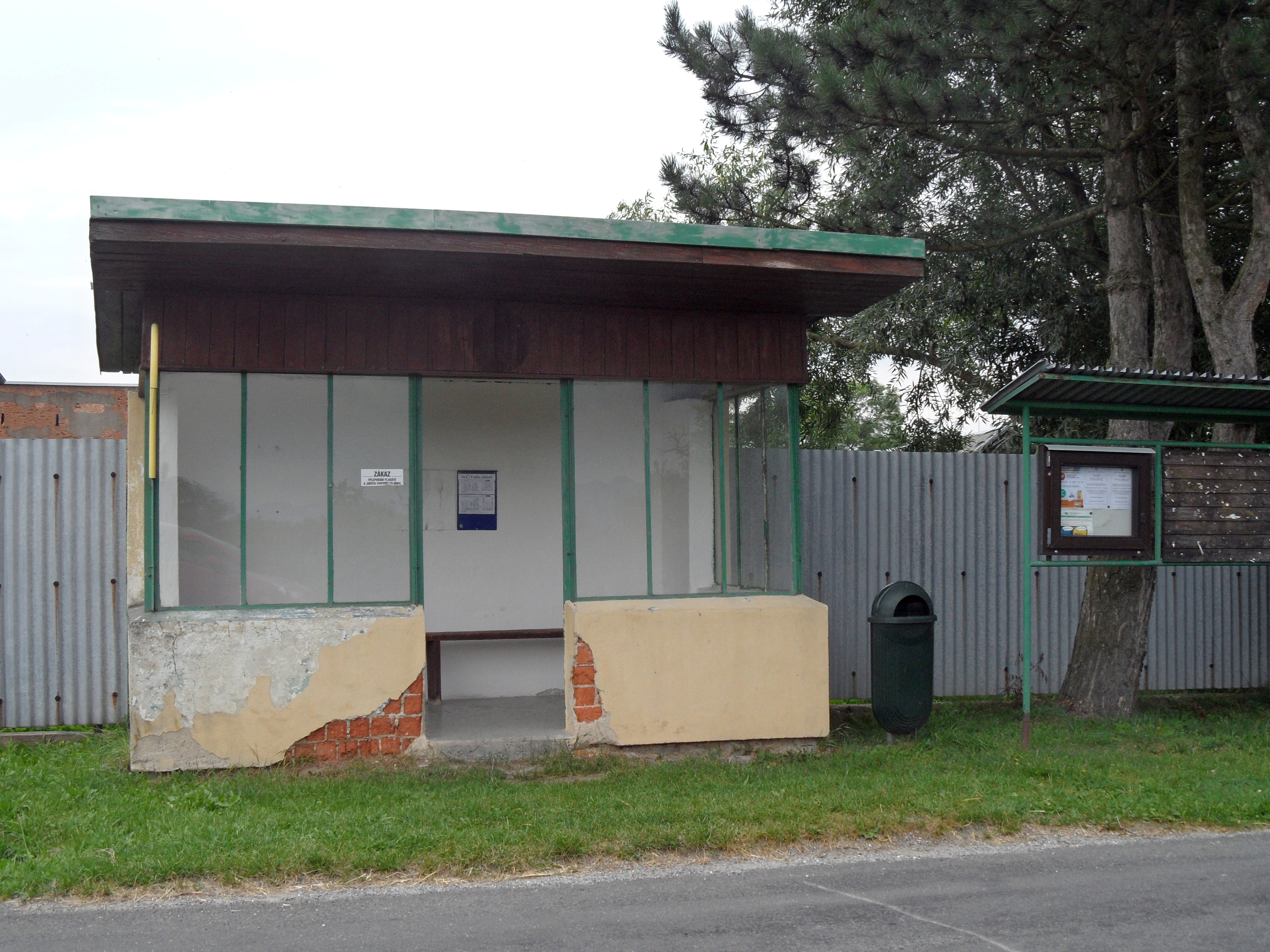
Autobusová zastávka
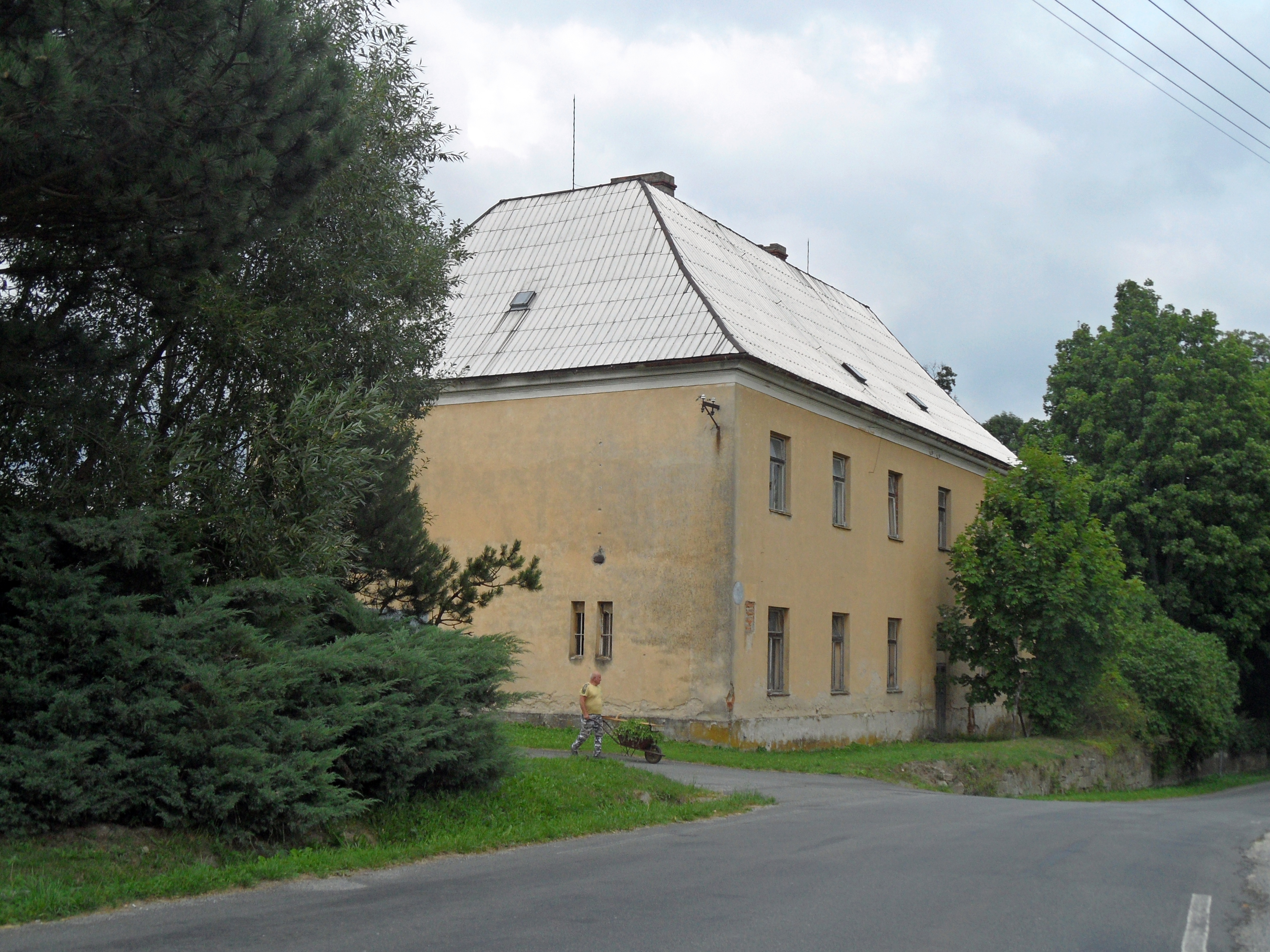
Zámek
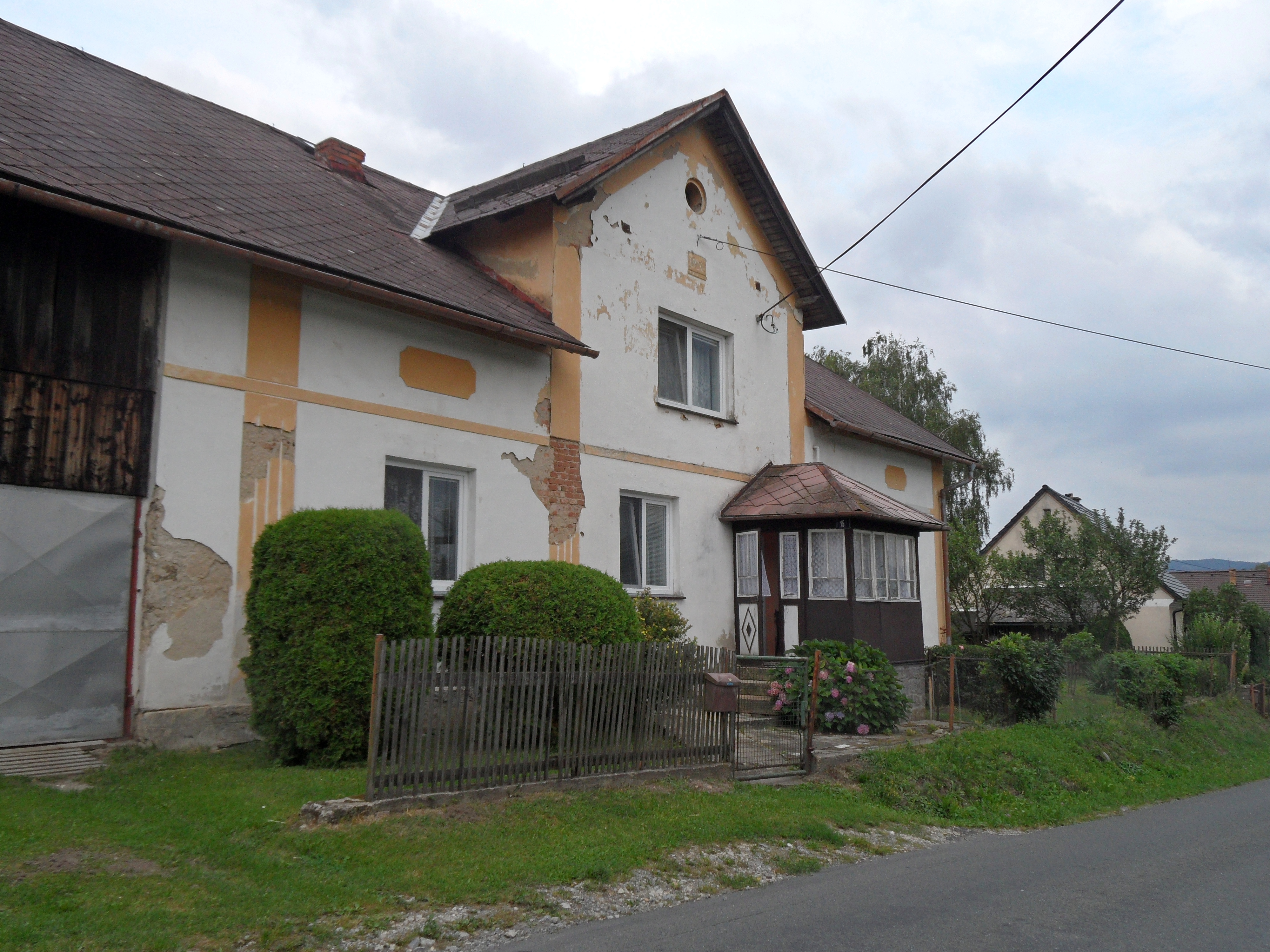
Dům